# Macrocera crozetensis
Macrocera crozetensis är en tvåvingeart som beskrevs av Donald Henry Colless 1970. Macrocera crozetensis ingår i släktet Macrocera och familjen platthornsmyggor.
Artens utbredningsområde är Crozetön. Inga underarter finns listade i Catalogue of Life.